# Cantón de Saint-Dié-des-Vosges-Este
El cantón de Saint-Dié-des-Vosges-Este era una división administrativa francesa, que estaba situada en el departamento de Vosgos y la región de Lorena.

## Composición
El cantón estaba formado por quince comunas, más una fracción de la comuna que le daba su nombre:
- Ban-de-Laveline
- Bertrimoutier
- Coinches
- Combrimont
- Frapelle
- Gemaingoutte
- Lesseux
- Nayemont-les-Fosses
- Neuvillers-sur-Fave
- Pair-et-Grandrupt
- Raves
- Remomeix
- Saint-Dié-des-Vosges (fracción)
- Sainte-Marguerite
- Saulcy-sur-Meurthe
- Wisembach

## Supresión del cantón de Saint-Dié-des-Vosges-Este
En aplicación del Decreto n.º 2014-268 de 27 de febrero de 2014, el cantón de Saint-Dié-des-Vosges-Este fue suprimido el 22 de marzo de 2015 y sus 16 comunas pasaron a formar parte del nuevo cantón de Saint-Dié-des-Vosges-2.